# Chroboly
Chroboly település Csehországban, a Prachaticei járásban. Chroboly Ktiš, Prachatice, Křišťanov, Nebahovy, Mičovice, Zbytiny és Lhenice településekkel határos. Lakosainak száma 597 fő (2024. január 1.).

## Népesség
A település lakosságának változását az alábbi diagram mutatja:
| Lakosok száma | 1513 | 1321 | 1346 | 694  | 466  | 444  | 529  | 552  | 583  | 597  |
|               | 1869 | 1890 | 1921 | 1950 | 1980 | 2001 | 2017 | 2019 | 2022 | 2024 |